# Allan Gibbard
Allan Gibbard, född 1942, är en amerikansk filosof och professor vid University of Michigan i Ann Arbor. Gibbard har gjort stora bidrag till etisk teori, särskilt metaetik, och har utvecklat en version av non-kognitivism. Han har även publicerat artiklar inom språkfilosofi, metafysik och social kontraktsteori.
Gibbard tog sin doktorsexamen 1971 under handledning av John Rawls. Han har skrivit tre böcker i etisk teori: Wise Choices, Apt Feelings: A Theory of Normative Judgment, Thinking How to Live och Reconciling Our Aims: In Search of Bases for Ethics. I den sistnämnda boken pläderar han för en utilitaristisk vinkel inom etik.